# 196 î.Hr.

## Evenimente
- Piatra din Rosetta, o stelă egipteană, este inscripționată în trei limbi antice diferite în timpul domniei regelui Ptolemeu al V-lea.